# Calceolaria campanae
Calceolaria campanae är en toffelblomsväxtart som beskrevs av Rodolfo Amando Philippi. Calceolaria campanae ingår i släktet toffelblommor, och familjen toffelblomsväxter. Inga underarter finns listade i Catalogue of Life.